# Junagadh (Staat)

Postkarte von Junagadh (Saurashtra, 1942)

Junagadh (auch Soruth, Sorath oder Saurashtra, Gujarati જૂનાગઢ રજવાડું Jūnāgaḍha rajavāḍuṁ) war ein Fürstenstaat in Britisch-Indien im Süden der Halbinsel Kathiawar/Saurashtra im heutigen Bundesstaat Gujarat. Im Jahr 1941 hatte der Fürstenstaat Junagadh eine Fläche von 8642 km² und ca. 627.000 Einwohner.

## Geschichte
Junagadh war im Mittelalter ein Rajputen-Staat, der durch Akbar I. dem Mogulreich einverleibt wurde. In den Wirren der Marathenkriege wurde der Abenteurer und Glücksritter Muhammad Khan Babi, ein muslimischer Pathane, im Jahr 1725 Statthalter (Nawab) von Junagadh. Ihm folgte 1730 als Nawab sein Sohn Muhammad Sher Khan, der das von ihm regierte Territorium im Jahr 1735 für unabhängig erklärte. Durch Erbteilung entstanden die Fürstentümer Radhanpur (1725) und Manavadar (1733). In den Jahren 1807 bis 1947 war das Fürstentum britisches Protektorat.
Nach dem Rückzug der Briten aus Indien (siehe Geschichte Indiens) erklärte der muslimische Nawab Muhammad Mahabat Khanji III. (1911–1947) am 15. August 1947 den Beitritt seines Staates zu Pakistan, der am 15. September von Pakistan akzeptiert wurde. Indien protestierte dagegen, weil der Staat mehrheitlich eine Hindu-Bevölkerung hatte. (Hier wurde somit von indischer Seite umgekehrt argumentiert als im Falle von Kaschmir.) Der Nawab ging am 24. Oktober ins Exil nach Pakistan und Indien besetzte das Territorium am 9. November. Nach einer Volksabstimmung wurde am 25. Februar 1948 der Anschluss an Indien vollzogen. Junagadh wurde nun Mitglied der Union von Saurashtra. Am 1. November 1956 wurden alle Fürstenstaaten aufgelöst und dem Bundesstaat Bombay einverleibt. Durch die Teilung von Bombay am 1. Mai 1960 kam das Gebiet zu Gujarat.

## Fürsten
- 1730–1758: Mohammad Bahadur Khanji I. (oder Mohammad Sher Khan Babai)
- 1758–1774: Mohammad Mahabat Khanji I.
- 1774–1811: Mohammad Hamid Khanji I.
- 1811–1840: Mohammad Bahadur Khanji II.
- 1840–1851: Mohammad Hamid Khanji II.
- 1851–1882: Mohammad Mahabat Khanji II.
- 1882–1892: Mohammad Bahadur Khanji III.
- 1892–1911: Mohammad Rasul Khanji
- 1911–1948: Muhammad Mahabat Khan III.

## Sonstiges
Junagadh hatte von 1864 bis 1950 eine Staatspost mit eigenen Briefmarken.